# Jonschwil
Jonschwil ist eine politische Gemeinde und eine Ortschaft im Wahlkreis Wil des Kantons St. Gallen in der Schweiz.

## Geographie

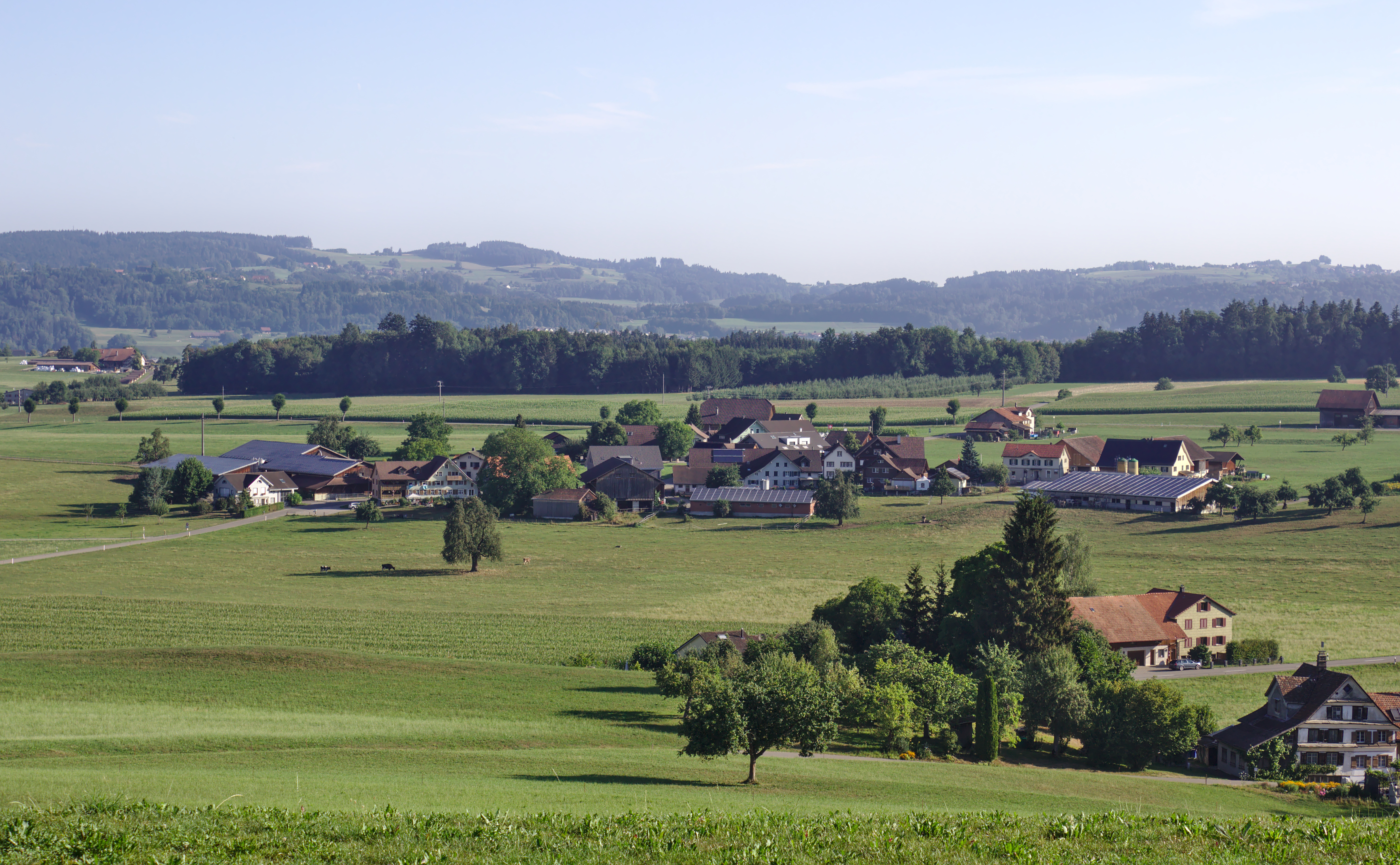
Weiler Bettenau

Jonschwil besteht aus den Dörfern Jonschwil und Schwarzenbach, dem Weiler Bettenau und einem Teil von Oberrindal. Jonschwil liegt an der Thur in der Nähe von Wil SG und Oberuzwil.
Der höchste Punkt mit rund 800 m ü. M. ist der Wildberg, von dem aus man einen guten Ausblick auf das Toggenburg, die Churfirsten sowie den Alpstein hat. Zu Ausflügen lädt zudem der zwischen Oberuzwil und Jonschwil gelegene Bettenauer Weiher.

## Geschichte

Luftbild von Walter Mittelholzer von 1919

772 oder 775 wurde Bettenau als Betinauvia,  779 Schwarzenbach als Svarzinbah villa (später als Svarzanbach), am 20. Mai 796 Jonschwil als Johannis vilare erstmals erwähnt. Im Frühmittelalter erwarb vor allem die Abtei St. Gallen Grundbesitz, den sie an Adlige verlieh. Die freien Bauern bildeten eine Hundertschaft. 814 wurde in Jonschwil eine dem heiligen Martin geweihte Kirche erwähnt. Um 840 ist hier vermutlich der Gelehrte und Dichter Notker Balbulus geboren.
Im 10. Jahrhundert bestand eine klösterliche Niederlassung, vermutlich ein Eigenkloster des in der Umgebung begüterten Geschlechts Notkers des Stammlers. Es wurde vor allem Getreide angebaut. Im 15. Jahrhundert gab es unter anderem die Niedergerichte Schwarzenbach und Rindal sowie das Freigericht Thurlinden. Das 1556 erwähnte Dorfrecht regelte die innere Ordnung.
Das Patronat der 1866 bis 1870 neu errichteten Pfarrkirche hatte die Abtei St. Gallen inne. Zur Pfarrei gehörten auch Oberuzwil und Bichwil. 1527 schloss sich Pfarrer Achilles Thalmann der Reformation an. Er war erster Dekan der Toggenburger Synode. Von 1541 an wurde die Pfarrkirche paritätisch benützt. Die Reformierten konnten 1771 in Oberuzwil eine eigene Kirchgemeinde gründen. Zwischen 1893 und 1899 war der Schriftsteller Heinrich Federer katholischer Kaplan in Jonschwil.
1803 schlossen sich die Dörfer zur Gemeinde Jonschwil zusammen, die dem Bezirk Untertoggenburg zugeordnet wurde. In den 1880er-Jahren wurde Oberrindal politisch und kirchlich dreigeteilt, so dass das Dorf Oberrindal heute teils zu Oberuzwil, teils zu Lütisburg und teils zu Jonschwil gehört. Die Trennung verläuft entlang der Strassen.
Im 19. Jahrhundert siedelten sich neben häuslichen Stickereien einzelne grössere Textilbetriebe an. Nach 1918 kamen holzverarbeitende Betriebe, um 1970 metallverarbeitende sowie Maschinenbauunternehmen hinzu. Die Gesamtmelioration, die eine Fläche von 1021 ha betraf, erfolgte 1956 bis 1977. 1995 wurde in der Degenau, nordwestlich des Dorfes Jonschwil, das neugebaute Oberstufenzentrum eröffnet. Der zweite Wirtschaftssektor stellte 2000 zwei Fünftel der Arbeitsplätze in der Gemeinde, fast so viel wie der dritte Sektor.
→ siehe auch Abschnitt Geschichte im Artikel Schwarzenbach SG

## Bevölkerung
| Jahr      | 1819  | 1850  | 1900  | 1950  | 1970  | 2000  | 2010  | 2020  |
| Einwohner | 867   | 1307  | 1201  | 1383  | 1708  | 3134  | 3573  | 3873  |
| Quelle    | [ 8 ] | [ 8 ] | [ 8 ] | [ 8 ] | [ 8 ] | [ 9 ] | [ 9 ] | [ 9 ] |

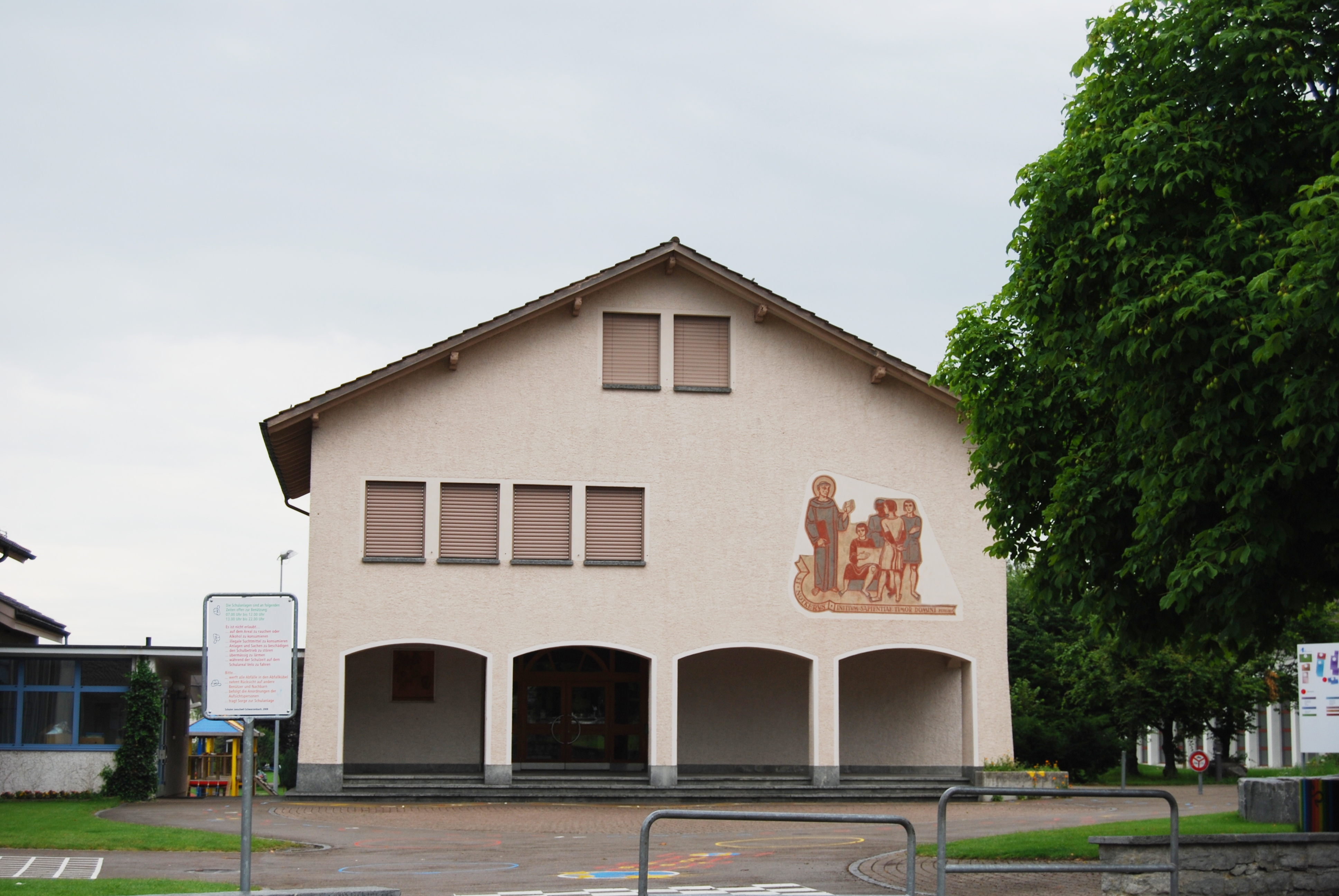
Schule und Pfarreizentrum

Am 1. Juli 2022 hatte die Ortschaft Jonschwil 2106 Einwohner.

## Kultur
Jonschwil war in den 2000er-Jahren mit dem Veranstaltungsort bei Degenau zu einem «Konzertdorf» geworden. Erstmals wurde 1996 am Fusse des Wildberges durch das Jubiläumsfest «1200 Jahre Jonschwil» ein Openair durchgeführt. 2003 folgte das «Talentair» - eine Mischung aus Talentwettbewerb und Openair. Diese Veranstaltung stand unter dem Patronat «SG2003»; dem Jubiläumsjahr 200 Jahre Kanton St. Gallen.
2006 fand hier das OpenAir Tufertschwil mit Gruppen wie Status Quo, Jamiroquai, Tokio Hotel und DJ Bobo statt. Im folgenden Jahr fand die zweite Ausgabe statt.

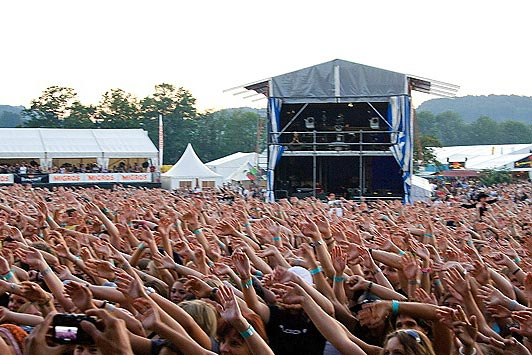
SummerDays Festival 2007

Unter dem neuen Namen SummerDays Festival fand 2007 eine weitere Auflage in Jonschwil statt. Mit 16'000 Besuchern (8000 pro Festivaltag) war das Festival nicht ausverkauft. Es spielten: Gary Moore, Jethro Tull, The Hooters, Florian Ast, Bootleg Beatles am Freitag und Nena, Polo Hofer & die Schmetterband, Sunrise Avenue, Plüsch, Bagatello, Starch, Frantic und das Tiger Ensemble aus St. Pauli am Samstag.
Nach dem Festival zogen die neuen Veranstalter Bilanz und entschieden, 2008 kein Festival durchzuführen. Seit 2009 findet die Veranstaltung in Arbon direkt am Bodensee statt.
Im August 2008 spielte hier die US-amerikanische Band Metallica vor über 35'000 Zuschauern das einzige Konzert der Summer Vacation Tour auf schweizerischem Boden. Als Vorgruppen spielten Mnemic aus Dänemark und Within Temptation aus den Niederlanden. Eine kuriose Folge dieses Konzertes war, dass Nothing else matters aus dem Jahre 1992 erneut bis auf Platz 10 der Schweizer Single-Charts stieg.
Nach einem Auftritt der Toten Hosen im Jahr 2009 fand 2010 das Sonisphere Festival mit 45'000 Besuchern statt. Mit Metallica, Megadeth, Slayer und Anthrax standen vier Bands, die die Stilrichtung des Thrash Metals geprägt haben, auf der Bühne. Nach starken Regenfällen, die zu chaotischen Zuständen während des Festivals führten, wurden keine Open-Air-Festivals mehr durchgeführt.
Am Wochenende des 9./10. August 2014 fand das Sonnentanzfestival in Jonschwil statt. Einige Acts mussten aus finanziellen Gründen kurzfristig ausgeladen werden. Das Festival endete für den Veranstalter mit einem Defizit. Nach einem Grundsatzentscheid der Gemeinde Jonschwil wird seither auf die Durchführung von grossen Events im Degenaugelände der Gemeinde verzichtet. Als Grund wurde der Bodenzustand und der Lärm genannt.

## Sehenswürdigkeiten
Siehe:

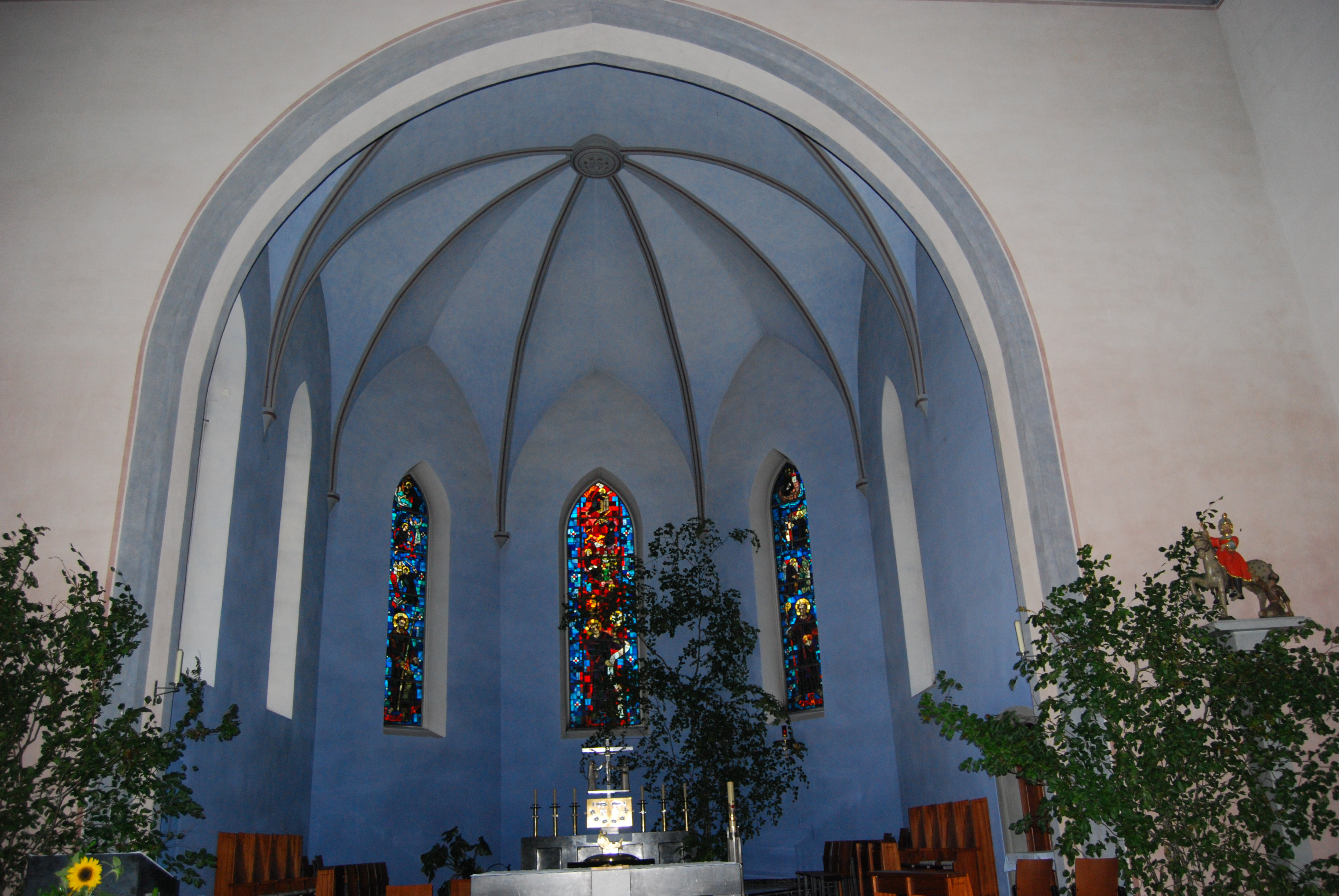
Innenansicht der Kirche

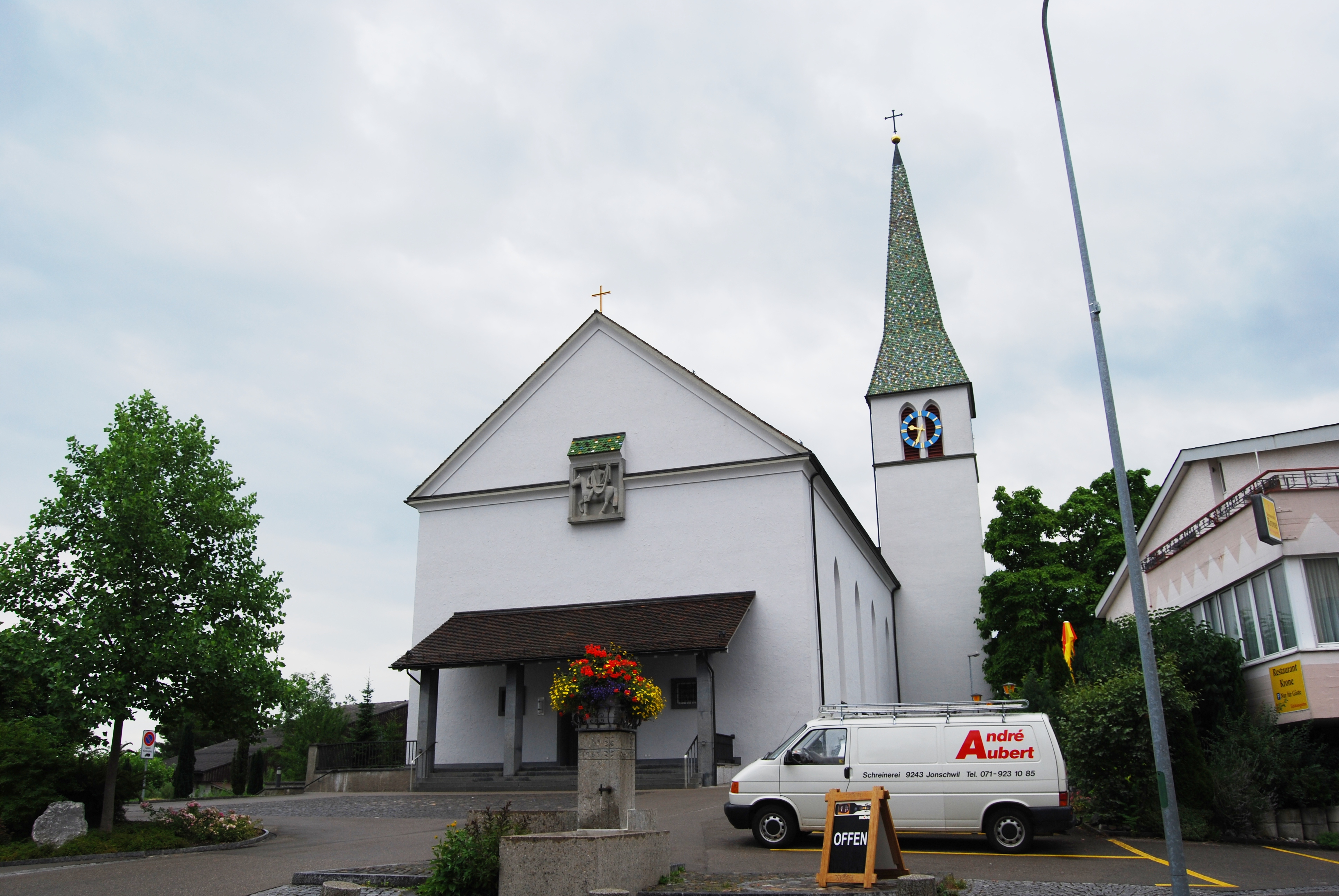
Kirche von Jonschwil

- Liste der Kulturgüter in Jonschwil
- Abschnitt Sehenswürdigkeiten im Artikel Schwarzenbach SG

## Persönlichkeiten
- Notker Balbulus (um 840–912), Mönch, Gelehrter und Autor in St. Gallen.
- Heinrich von Hewen (um 1398–1462), Bischof von Konstanz und Apostolischer Administrator von Chur
- Franz Christoph Rinck von Baldenstein (1641–1707), Weihbischof in Eichstätt
- Pankraz Germann (1764–1828), Kammersekretär des St. Galler Fürstabts, St. Galler Regierungsrat
- Johann Baptist Eisenring (1868–1925), Jurist und katholisch-konservativer Politiker
- Peter Haag (* 1973), Politiker

## Gemeindepartnerschaften
- Marktgemeinde Schwarzenbach im Bezirk Wiener Neustadt-Land in Niederösterreich (Österreich)
- Schwarzenbach an der Saale, Stadt im Landkreis Hof (Bayern, Deutschland)